# 第三十六届超级碗
第三十六届超级碗（Super Bowl XXXVI）是美国国家橄榄球联盟2001赛季的总决赛，由美联冠军新英格兰爱国者队对阵国联冠军圣路易斯公羊队。比赛于2002年2月3日在新奥尔良的路易斯安娜超级巨蛋举行。
最终，新英格兰爱国者队以20-17战胜圣路易斯公羊队，第一次夺得超级碗冠军。四分卫汤姆·布雷迪获得最有价值球员称号。